# Casato di Hohenberg

Grande stemma del Casato di Hohenberg

Il Casato ducale di Hohenberg è una famiglia nobile austriaca che discende da Sophie Chotek von Chotkowa und Wognin (1868–1914), duchessa di Hohenberg, che nel 1900 sposò Francesco Ferdinando d'Austria-Este (1863–1914), Arciduca d'Austria-Este ed erede presuntivo al trono dell'Impero austro-ungarico. Dato che il loro era un matrimonio morganatico, nessuno dei loro quattro figli era nella linea di successione al trono d'Austria-Ungheria.

## Storia

### Duchessa di Hohenberg (1909-1914)
- Sophie Chotek von Chotkowa (1868-1914)

Il Casato di Hohenberg fu costituito nel 1900, con decreto imperiale dall'Imperatore Francesco Giuseppe I d'Austria, quando questi nominò la moglie del principe ereditario Francesco Ferdinando d'Austria-Este, Sophie, Principessa di Hohenberg (in tedesco: Fürstin von Hohenberg) per suo proprio diritto con l'appellativo di Altezza Serenissima (in tedesco: Durchlaucht) e la specificazione che questo nome e titolo sarebbe anche appartenuto ai suoi discendenti.
Nel 1909, l'Imperatore elevò Sophie al titolo di Duchessa di Hohenberg (in tedesco: Herzogin von Hohenberg) con l'appellativo di Altezza (in tedesco: Hoheit) a vita.
Francesco Ferdinando d'Austria-Este, oltre che principe ereditario dell'Impero, era erede, per via testamentaria, di Francesco V d'Austria-Este, ultimo duca regnante, prima dell'Unità d'Italia, del Ducato di Modena e Reggio. L'eredità di Francesco V, per Francesco Ferdinando, consisteva, oltre al cospicuo patrimonio austro-estense, nell'assumere il cognome "d'Austria-Este" e pertanto assumere la titolarità di pretendente del Ducato, fino a quando non sarebbe salito al trono d'Austria-Ungheria.
Nel 1914 dopo l'assassinio a Sarajevo di Francesco Ferdinando e di Sophie, la titolarità delle pretensioni dinastiche austro-estensi, per volere dell'Imperatore Francesco Giuseppe I d'Austria, passarono anziché al loro primogenito Maximilian, al principe ereditario Carlo.

### Duchi di Hohenberg (1917-oggi)
Nel 1917 l'Imperatore Carlo I d'Austria, regolamentò i titoli all'interno della famiglia Hohenberg e assegnò loro uno stemma. Il Capo del Casato avrebbe ricevuto il titolo di Duca con l'appellativo di Altezza. Gli altri membri maschili avrebbero ricevuto il titolo di Principe, mentre quelli di sesso femminile di Principessa con l'appellativo di Altezza Serenissima. Il figlio maggiore di Sophie e Francesco Ferdinando, il Principe Maximilian di Hohenberg, divenne pertanto il primo Duca di Hohenberg.
Il titolo fu creato per essere ereditario fra i discendenti agnatici maschi di Sophie e Francesco Ferdinando in base alle regole della primogenitura agnatizia. In seguito al crollo della monarchia, tutti i titoli nobiliari austriaci furono aboliti per legge nel 1919 e da allora i loro nomi consistono solo di un nome di battesimo e di un cognome preceduto da "von".
Nel 1938, alcuni membri della famiglia che si erano opposti ad Adolf Hitler furono arrestati dai Nazisti e mandati nel campo di concentramento di Dachau; tra questi il Duca Maximilian e suo fratello Ernst, che furono rilasciati soltanto con la liberazione nel 1945.
I membri del Casato di Hohenberg non solo discendono e si sono sposati all'interno del Casato degli Asburgo-Lorena, ma attraverso il matrimonio sono anche imparentati con molte altre dinastie europee incluso la famiglia granducale del Lussemburgo e la famiglia principesca del Liechtenstein.
Ad oggi si sono succeduti 4 duchi:
- Maximilian von Hohenberg (1902-1962). Sposa, nel 1926, la contessa Maria Elisabeth von Waldburg zu Bona Wolfegg und Waldsee (1904-1993). Ebbero 6 figli.
- Franz Ferdinand von Hohenberg (1927-1977). Sposa, nel 1956, la Principessa Elisabetta di Lussemburgo. Ebbero 2 figlie.
- Georg von Hohenberg (1929-2019). Sposa, nel 1960,  principessa Eleonore von Auersperg-Breunner. Ebbero 3 figli.
- Nikolaus von Hohenberg (1961-viv.). Sposa, nel 1989, la contessa Marie von Westphalen zu Fürstenberg. Hanno 4 figli.[1]

### Residenza

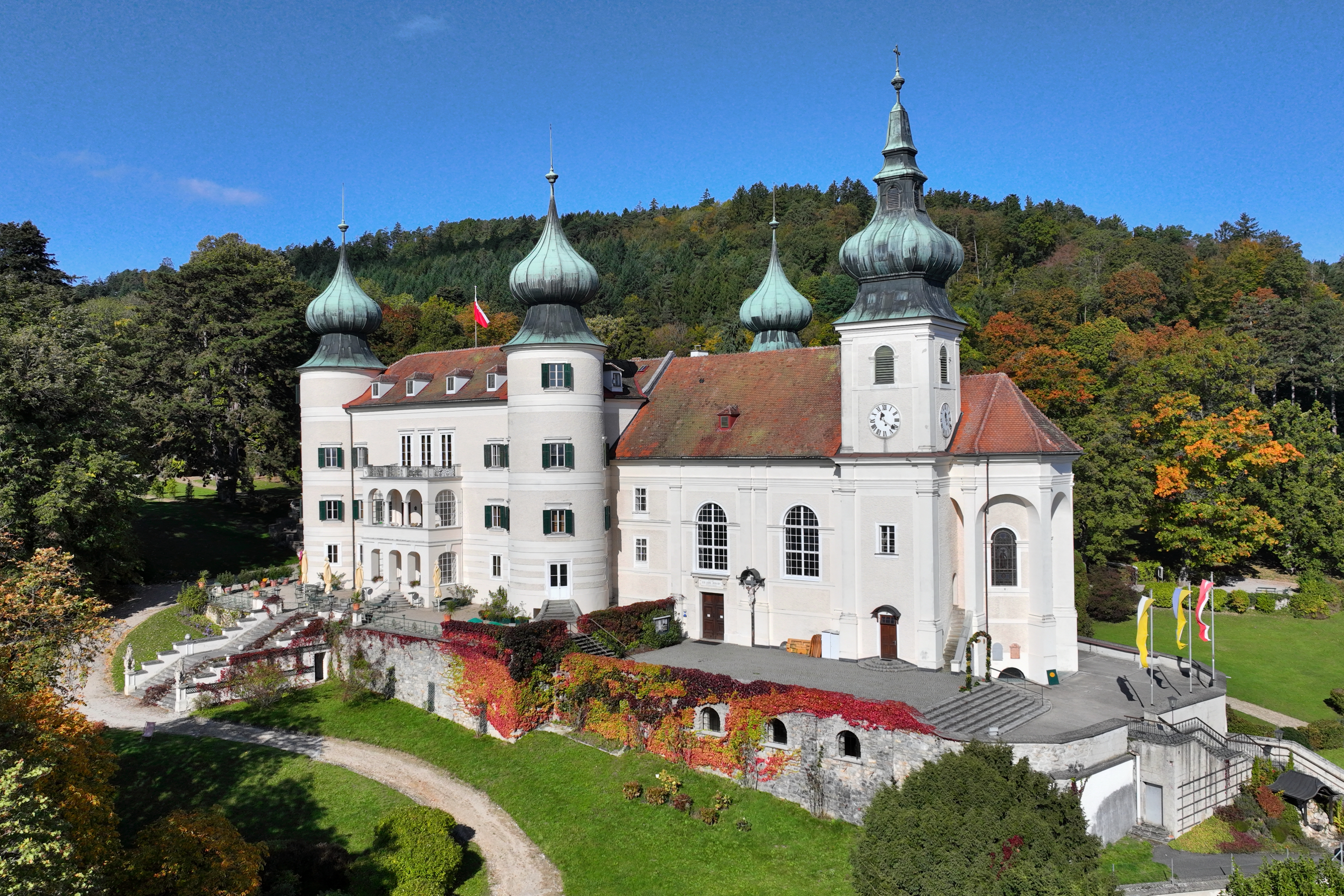
Castello di Artstetten

La famiglia Hohenberg ha lasciato una tale eredità che il loro Castello di Artstetten fu selezionato come un motivo principale per una moneta commemorativa da 10 euro, che fu coniata 13 ottobre 2004. Il rovescio mostra l'entrata della cripta della famiglia Hohenberg. Ci sono due ritratti sulla sinistra che mostrano l'Arciduca Francesco Ferdinando e sua moglie Sophie, duchessa di Hohenberg.

## Linea di successione al titolo ducale[1]
- Sua Altezza Sophie Chotek von Chotkowa, Duchessa di Hohenberg (1868-1914)
  - Sua Altezza Maximilian von Hohenberg, Duca di Hohenberg (1902-1962), primo figlio della Duchessa di Hohenberg
    - Sua Altezza Franz Ferdinand von Hohenberg, Duca di Hohenberg (1927-1977), primo figlio del Duca Maximilian
    - Sua Altezza Georg von Hohenberg, Duca di Hohenberg (1929-2019), secondo figlio del Duca Maximilian
      - Sua Altezza Nikolaus von Hohenberg, Duca di Hohenberg (1961), primo figlio del Duca Georg
        - 1. S.A.S. il principe Karl von Hohenberg (1991), figlio del Duca Nikolaus

      - 2. S.A.S. il principe Maximilian von Hohenberg (1970), secondo figlio del Duca Georg
        - 3. S.A.S. il principe Nikolaus von Hohenberg (2001), primo figlio del principe Maximilian
        - 4. S.A.S. il principe Leopold von Hohenberg (2006), secondo figlio del principe Maximilian

    - S.A.S. il principe Albrecht von Hohenberg (1931-2021), terzo figlio del Duca Maximilian
      - 5. S.A.S. il principe Leo Johannes von Hohenberg (1964), figlio del principe Albrecht 
        - 6. S.A.S. il principe Adrien von Hohenberg (2003), figlio del principe Leo Johannes

    - S.A.S. il principe Johannes of Hohenberg (1933-2003), quarto figlio del Duca Maximilian
      - 7. S.A.S. il principe Stephan von Hohenberg (1972), primo figlio del principe Johannes
        - 8. S.A.S. il principe Nepomuk von Hohenberg (2005), figlio del principe Stephan

      - 9. S.A.S. il principe Georg von Hohenberg (1975), secondo figlio del principe Johannes

    - S.A.S. il principe Peter von Hohenberg (1936-2017), quinto figlio del Duca Maximilian

  - S.A.S. il principe Ernst von Hohenberg (1904-1954), secondo figlio della Duchessa di Hohenberg
    - S.A.S. il principe Franz Ferdinand of Hohenberg (1937-1978), primo figlio del principe Ernst
      - 10. S.A.S. il principe Franz Ferdinand von Hohenberg (1969), primo figlio del principe Franz Ferdinand
        - 11. S.A.S. il principe Maximilian of Hohenberg (2001), figlio del principe Franz Ferdinand

    - 12. S.A.S. il principe Ernst von Hohenberg (1944), secondo figlio del principe Ernst